# الغينة
الغينة هي قرية لبنانية تقع في قضاء كسروان في ما يعرف بالفتوح. ترتفع عن سطح البحر بين 800 إلى 1150م وتبعد عن العاصمة بيروت 36كلم.
اشتهرت بآثاراتها البيزنطية وصخرة كبيرة يوجد عليها رسوم الآلهة الفينيقية أدونيس وعشتروت.

## التسمية
اسم الغينة هو اسم آراميّ يعني «المصونة»، ويُعتقد أنها اتخذت اسمها من معبد أدونيس وضريحه الأثري، ويعرف الأثر بـ«معبد قبعل».

## مشاهير القرية
- يوسف آصاف،[2]
- فريد غصن.[2]